# Contea di Madison (Carolina del Nord)
La contea di Madison in inglese Madison County è una contea dello Stato della Carolina del Nord, negli Stati Uniti. La popolazione al censimento del 2000 era di 19 635 abitanti. Il capoluogo di contea è Marshall.